# Roni Size
Roni Size (właśc. Ryan Williams, ur. 29 października 1969 w Bristolu w Anglii) – DJ i producent z kręgu muzyki Drum and bass.

## Dyskografia
- Music Box (1995)
- New Forms (1997)
- Ultra-Obscene (1999) z DJ Die jako "Breakbeat Era"
- Through the Eyes (2000)
- In the Mode (2000)
- Touching Down (2002)
- Touching Down, Vol. 2 (2005)
- Return to V (2005)
- New Forms No.2 (2008)